# أنطونيو روجاس
أنطونيو روجاس (بالإسبانية: Antonio Rojas)‏ (27 مارس 1984 بباراغواي - ) هو لاعب كرة قدم باراغواياني في مركز الوسط. لعب مع سيرو بورتينيو ونادي هالمستاد ونادي هيليراب وLunds BK ‏ وÄngelholms FF ‏ وإف سي هيلسينجور.

## وصلات خارجية
- أنطونيو روجاس على موقع اتحاد السويد (السويدية)
- أنطونيو روجاس على موقع قاعدة بيانات كرة القدم.إي يو (الإنجليزية)
- أنطونيو روجاس على موقع Soccerway.com (الإنجليزية)